# Bahnhof Walburg (Hess-Nass)
Der  Bahnhof Walburg (Hess-Nass) war eine Betriebsstelle der Bahnstrecke Kassel–Waldkappel und der abzweigenden Strecke nach Großalmerode West in Walburg in Hessen.

## Geschichte
1879 wurde die Bahnstrecke Kassel–Waldkappel (auch Lossetalbahn genannt) errichtet und am nördlichen Ortsrand die Bahnstation zunächst als Durchgangsbahnhof eröffnet. Seit 1883 zweigte in Walburg von dieser die Bahnstrecke Walburg–Großalmerode West ab und Walburg wurde zum Trennungsbahnhof. Der Bahnhof bestand aus einem Empfangsgebäude, zahlreichen Gleisanlagen und den dazugehörigen Weichen. Bedeutung hatte der Bahnhof als Verbindung von Eschwege in Richtung Kassel, aber besonders für den Braunkohlenbergbau im Meißnergebiet, die Sprengstofffabrik Hessisch Lichtenau in Hirschhagen und weitere Industriezweige.
Der Personenverkehr wurde auf der Strecke Walburg–Großalmerode (West) am 3. Juni 1973 eingestellt, am 31. Mai 1985 folgte die Bahnstrecke von Kassel nach Eschwege. Der Güterverkehr auf der Lossetalbahn bis Walburg wurde noch bis zum 31. Dezember 2002 aufrechterhalten. Der Güterverkehr wurde auf beiden Strecken im Jahr 2002 komplett eingestellt. Der Bahnhof Walburg ist noch heute in Teilen erhalten; hier lagerten die Eisenbahnfreunde Walburg eine umfangreiche Sammlung historischer Schienenfahrzeuge, die 2006 teilweise wieder abtransportiert wurden. Ebenfalls bemühten sich diese um eine Reaktivierung der Strecken Hessisch Lichtenau–Walburg–Großalmerode West und Steinholz–Hirschhagen für den Museumsverkehr, was jedoch scheiterte.

## Anlagen
Das Empfangsgebäude wurde am 5. Oktober 2024 von einem Feuer vernichtet. Erhalten ist heute noch ein massiver dreiständiger Lokschuppen, die ehemalige Bahnmeisterei und das westlich gelegene Stellwerk Ww. Es gab einen Hausbahnsteig und einen breiten Mittelbahnsteig, der durch eine Unterführung erreicht wurde.